# Ballesteros (Cagayan)
Ballesteros ist eine Stadtgemeinde in der philippinischen Provinz Cagayan. Die Gemeinde liegt im Norden der Provinz am Südchinesischen Meer und wurde 1912 gegründet. Der Ort wird von verschiedenen philippinischen Völkern bewohnt. Die Größten sind die Ilokano und die Negritos. Im Jahre 2015 zählte das 125,1 km² große Gebiet 34.299 Einwohner, wodurch sich eine Bevölkerungsdichte von 274 Einwohnern pro km² ergibt.
Ballesteros ist in die folgenden 19 Baranggays aufgeteilt:
| - Ammubuan - Baran - Cabaritan East - Cabaritan West - Cabayu - Cabuluan East - Cabuluan West - Centro East - Centro West - Fugu | - Mabuttal East - Mabuttal West - Nararagan - Palloc - Payagan East - Payagan West - San Juan - Santa Cruz - Zitanga |